# Valentina Costa Biondi
Valentina Isabel Costa Biondi (Bahía Blanca, 13 de septiembre de 1995) es una jugadora argentina de hockey sobre césped que se desempeña como defensora. Iniciada en el club Deportivo Whitense de Ingeniero White, pasó luego al club Atlético Monte Hermoso de Monte Hermoso y posteriormente al Club San Fernando. 
Formó parte de la Selección nacional que ganó la medalla de plata en los Juegos Olímpicos de Tokio 2020. En 2019 obtuvo la medalla de oro en los Juegos Panamericanos de 2019.
Su hermano Lucas Costa Biondi también es jugador de hockey sobre césped.

## Carrera deportiva
Valentina nació en Bahía Blanca y empezó a jugar al hockey sobre césped a los 6 años en el club Don Bosco y luego en el club Deportivo Whitense, de Ingeniero White. Su hermano mayor era un destacado jugador de hockey local. A los 18 años, en 2013, se unió al Club Atlético Monte Hermoso, en la localidad balnearia del mismo nombre, donde fue parte del desarrollo explosivo del equipo de hockey de ese club.
En 2013 fue seleccionada por primera vez para integrar la selección juvenil argentina, las Leoncitas. En 2016 volvió a integrar el plantel participando en la Copa Patagonia.
En 2019 debutó con la selección mayor en la Hockey Pro League femenina 2019 donde finalizaron cuartas. Ese mismo año compitió en los Juegos Panamericanos y obtuvo la medalla de oro. En 2020 y 2021 participó en la Hockey Pro League, en la que finalizaron segundas.
En 2021 formó parte de la selección nacional que ganó la medalla de plata en los Juegos Olímpicos de Tokio 2020.
En 2023 integró la Selección que compitió en los Juegos Panamericanos donde ganó la medalla de oro y logró la clasificación a los Juegos Olímpicos de París 2024.

## Clubes
| Club                        | País         | Tipo        |
| --------------------------- | ------------ | ----------- |
| Don Bosco Bahía             | Argentina    | Amateur     |
| Deportivo Whitense          | Argentina    | Amateur     |
| Club Atlético Monte Hermoso | Argentina    | Amateur     |
| Club San Fernando           | Argentina    | Amateur     |
| HC Rotterdam                | Países Bajos | Profesional |

## Palmarés
- Medalla de plata en la Hockey Pro League 2020
- Medalla de oro en los Juegos Panamericanos de 2019
- Medalla de plata en los Juegos Olímpicos de Tokio 2020
- Medalla de oro en los Juegos Panamericanos de 2023